# 石見川越駅
石見川越駅（いわみかわごええき）は、島根県江津市桜江町川越にあった、西日本旅客鉄道（JR西日本）三江線の駅（廃駅）である。
三江線の廃止に伴い、2018年（平成30年）4月1日に廃駅となった。

## 歴史
- 1931年（昭和6年）5月20日：三江線が川戸駅から延伸した際、終着駅（有人駅）として開業[4]。
- 1934年（昭和9年）11月8日：三江線が石見川本駅まで延伸され、途中駅となる[4]。
- 1955年（昭和30年）3月31日：三江南線開業に伴い、従来の三江線が三江北線に改称され、当駅も同線に所属する駅となる[4]。
- 1975年（昭和50年）
  - 4月15日：貨物の取り扱いを廃止[5]。
  - 8月31日：当駅を含む江津駅 - 三次駅間が全通したため三江北線が現行の三江線の一部となり、当駅も同線に所属する駅となる[4]。
- 1984年（昭和59年）2月1日：荷物扱い廃止[5]。
- 1985年（昭和60年）3月14日：駅員無配置駅となる[6]。
- 1987年（昭和62年）4月1日：国鉄分割民営化により、西日本旅客鉄道が承継[4]。
- 2018年（平成30年）4月1日：三江線の全線廃止に伴い、廃駅となる[3]。

## 駅構造

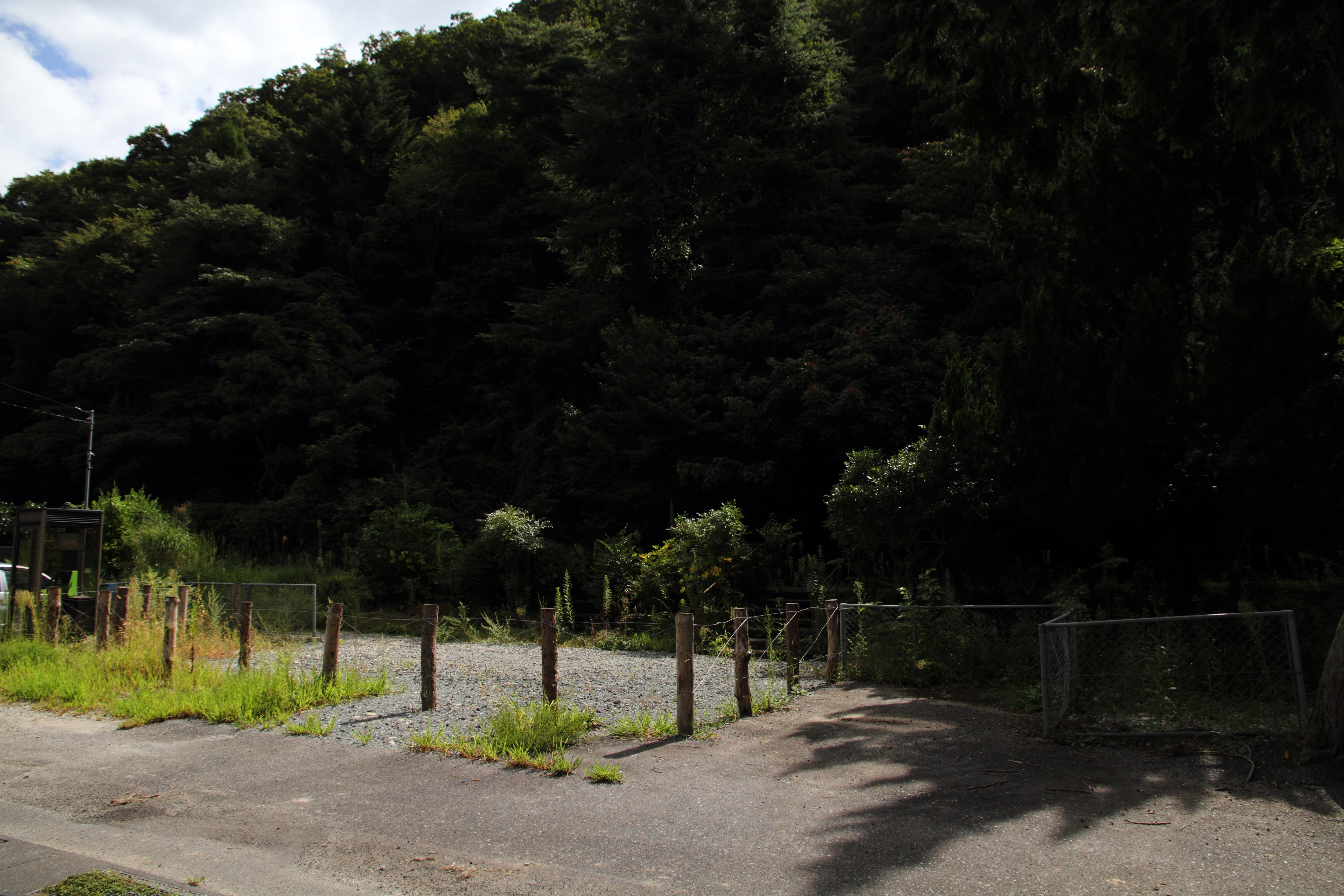
石見川越駅付近。駅舎は既に撤去されている（2019年9月）

浜原方面に向かって左側（構内の北西側）に、単式ホーム1面1線を有する地上駅（停留所）であった。かつては駅員が常駐し、駅舎も置かれていたが、廃止時には無人駅（浜田鉄道部管理）となっていた。
ホームの外側には撤去されたレール跡があり、わずかながら枕木が残っていた。その向こうでは廃ホームらしきものが草の中に覆われており、かつては相対式ホーム2面2線を有していたことがうかがえた。
かつては側線も有しており、ホームの石見川本側の端に車止めのようなものが確認できた。
2019年（平成31年）3月31日時点で、当駅の旧駅舎は老朽化のため取り壊されており、駅舎の跡地は更地となっている。

## 利用状況
近年の1日平均乗車人員は以下の通りである。なお、1994年度は78人、1984年度は133人だった。
| 乗車人員推移 | 乗車人員推移 |
| 年度         | 1日平均人数  |
| ------------ | ------------ |
| 1999         | 49           |
| 2000         | 51           |
| 2001         | 31           |
| 2002         | 24           |
| 2003         | 21           |
| 2004         | 20           |
| 2005         | 19           |
| 2006         | 18           |
| 2007         | 20           |
| 2008         | 21           |
| 2009         | 21           |
| 2010         | 18           |
| 2011         | 17           |
| 2012         | 13           |
| 2013         | 12           |
| 2014         | 9            |
| 2015         | 7            |
| 2016         | 5            |
| 2017         | 5            |

## 駅周辺

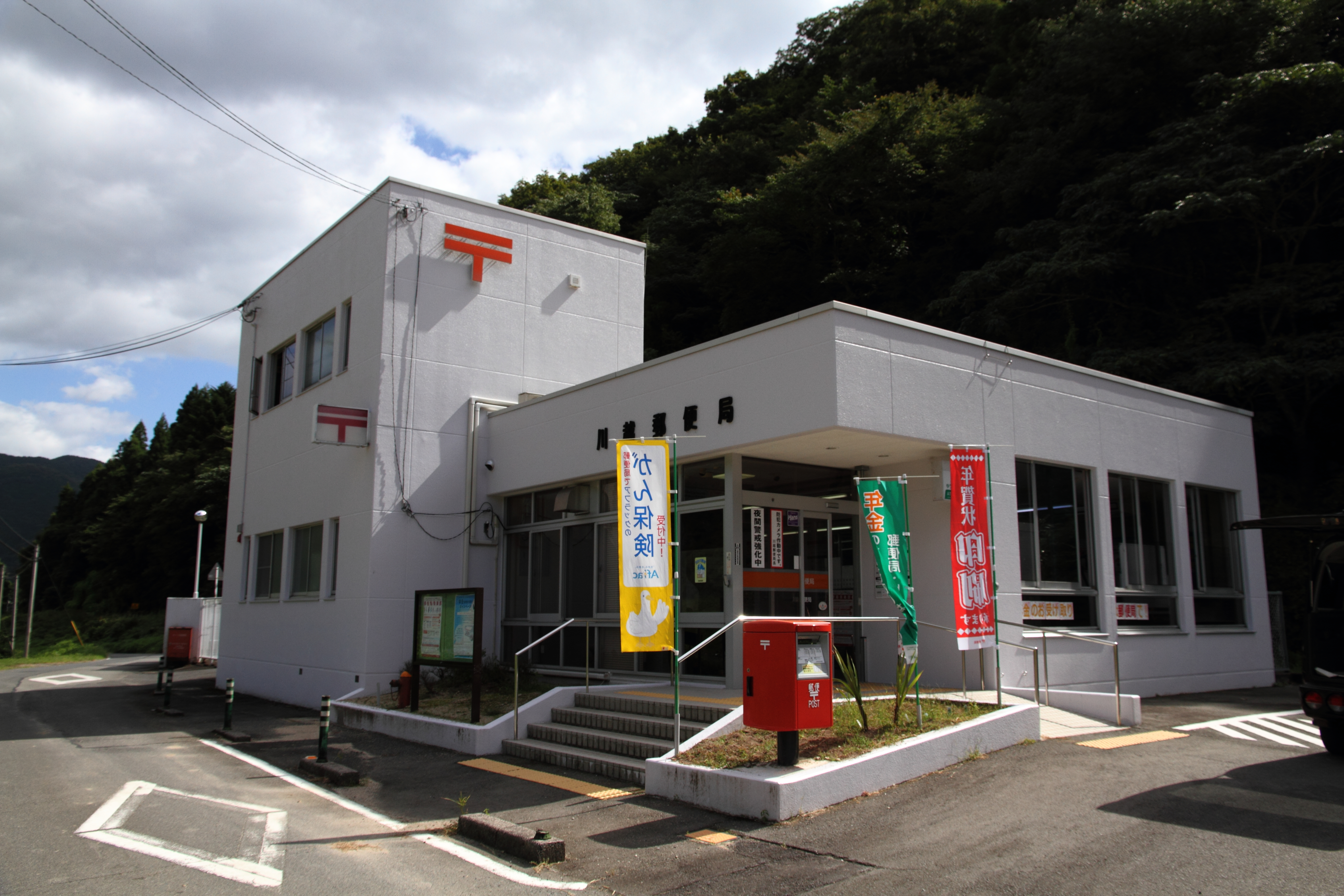
川越郵便局

多少開けていて、田畑がある。
- 川越郵便局

## バス路線
以下のバス路線がある（2022年4月1日現在）。
- 石見交通 江津川本線 川越停留所[7]
- 江津市生活バス 鹿賀線 川越停留所[7]

## その他
- 三江線活性化協議会により、石見神楽の演目名にちなんだ「頼政」の愛称が付けられていた[1][2][8]。

## 隣の駅
西日本旅客鉄道（JR西日本）
 三江線
田津駅 - 石見川越駅 - 鹿賀駅

#### 統計資料
1. ↑  “島根県統計書”. しまね統計情報データベース.   島根県政策企画局. 2025年2月5日閲覧。